# شورای عالی ملی
شورای عالی ملی (لهستانی: Rada Najwyższa Narodowa) که در تاریخ ۱۰ مه ۱۷۹۴ ساخته شد، که ۳۲ نماینده و ۸ مشاور داشت.